# Infinite Entanglement
Infinite Entanglement är hårdrockssångarens Blaze Bayleys sjunde studioalbum. 

## Låtlista
1. "Infinite Entanglement"
2. "A Thousand Years"
3. "Human"
4. "What Will Come"
5. "Stars Are Burning"
6. "Solar Wind"
7. "The Dreams of William Black"
8. "Calling You Home"
9. "Dark Energy 256"
10. "Independence"
11. "A Work of Anger"
12. "Shall We Begin"

## Medlemmar
- Blaze Bayley – sång
- Chris Appleton – sologitarr
- Karl Schramm – basgitarr
- Martin McNee – trummor